# Палпатін
Дарт Сі́діус або Шив Палпаті́н, також Імператор (англ. Darth Sidious/Palpatine/The Emperor, 84 ДБЯ — 35 ПБЯ) — головний антагоніст саги «Зоряних воєн», ситх, спочатку сенатор, потім Верховний Канцлер, а згодом й Імператор Галактики. Палпатіна зіграв шотландський актор Єн Макдермід.

## Біографія

### Ранні роки
Шив Палпатін народився на планеті Набу за 84 роки до битви біля Явина. Невідомо достеменно, хто були його батьки і чи ріс він у родині. У якийсь момент Шив зустрів ситха Дарта Плегаса і став його учнем, отримавши нове ім'я Дарт Сідіус. Від нього Палпатін навчився використовувати Темний бік Сили і був частково посвячений у таємницю керування життям. Шив навчився тимчасово підтримувати життя в людях, але прагнув пізнати секрет безсмертя. Паралельно він зробив політичну кар'єру та став представляти рідну планету в сенаті Галактичної республіки на планеті Корусант. Зажадавши одноосібної влади над галактикою, Сідіус убив свого вчителя, коли той спав.

### Шлях до влади
Палпатін вступив до керівної партії канцлера Калпани, де побачив, що в сенаті панує корупція. Шив скористався зв'язками для налаштування дружніх відносин з тими, хто міг стати корисним в узурпації влади, зокрема Вілгуффом Таркіном. Він допоміг Таркіну увійти до Судового департаменту й той став одним з найближчих і найвірніших осіб з його оточення. Шив паралельно вдосконалював свою майстерність в Темному боці Сили й вирушив до планети Датомір. Там він викрав сина шаманки Талзін, якого обрав своїм учнем і нарік Дартом Молом. Також було налаштовано дружні стосунки з джедаєм Дуку, який відчував відразу до корупції в Республіці. Маніпулюючи його почуттями, Сідіус схилив джедая на Темний бік.
Шив зумів втертися в довіру до наступного канцлера Фініса Волорума та маніпулювати ним. Тим часом іншою частиною плану із захоплення влади було заручитися підтримкою віце-короля Торгової федерації Нута Ґунрея. Сідіус переконав його розпочати торгову блокаду Набу у відповідь на надмірно високі податки з боку Республіки. Волорум, однак, вирішив таємно послати на вирішення конфлікту джедаїв Квай-Гон Джинна й Обі-Вана Кенобі. Шив скористався його вчинком і запланував їх убивство, що стало би приводом для війни. Проте джедаї вціліли й евакуювали принцесу Амідалу. На їх знищення й затримання принцеси було послано Дарта Мола, але той не зумів виконати наказу.
Однак Палпатін переконав Амідалу в тому, що канцлер неспроможний їй допомогти й Падме висловила недовіру Волоруму. В результаті сенат розпочав обрання нового канцлера й більшість була прихильна саме до Шива, який тримався осторонь корупційних схем. Так Сідус став останнім Верховним Канцлером Галактичної Республіки (32-19 ДБЯ). Він одразу підштовхнув Торговельну федерацію до штурму Набу, а Амідала уклала союз із гунганами й розбила нападників. Палпатін постав співучасником перемоги й, хоча Дарт Мол загинув від меча Обі-Вана, позиції канцлера значно укріпилися.
Після досягнення високої посади Шив Палпатін знищив усі докази своєї подвійної гри. Канцлер вдавав нібито захищає демократію й розцінює свою владу як тягар, необхідний для безпеки держави. Він зблизився з молодим джедаєм Енакіном Скайвокером, якого замислив зробити наступним учнем. Вказуючи на несправедливість Республіки й бездіяльність джедаїв, він поступово схиляв Енакіна до егоїзму та впевненості у власній правоті. Палпатін у час правління колекціонував твори мистецтва, в яких ховав артефакти ситхів. Він довго обирав кого зробити учнем — Дуку чи Скайвокера. Перший, названий Дартом Тиранусом, відповідав за завдання зі створення нової армії Республіки з клонів й армії дроїдів для Торговельної федерації. Коли виробництво дроїдів на планеті Геонозис було викрито джедаями, Палпатін розумів, що вторгнення на неї клонів не може статися з ініціативи сенату. Проте посланець Амідали, Джа-Джа Бінкс, виступив зі пропозицією надати Палпатінові надзвичайні повноваження, коли Шив натякнув при ньому, що влада лише чекає гучної заяви. Сенат радо схвалив пропозицію й першим кроком Шива стало формування армії клонів. З битви цієї сили разом з джедаями проти сепаратистів Торговельної федерації на Геонозисі розпочалися так звані Війни клонів. У цьому притостоянні республіки й Торгової федерації постраждало багато планет, що стало підставою до наступних дій. Повноваження в ході війни все більше розширювалися, даючи канцлерові свободу особисто призначати високопосадовців, змінювати значимість голосу тих чи інших систем у сенаті.

### Встановлення диктатури
Врешті Палпатін підлаштував своє викрадення генералом Грівусом і графом Дуку та звільнення Обі-Ваном зі Скайвокером. Лиходій удав неначе Дуку охороняє його та спровокував Енакіна на двобій, в якому непомітно підтримував юного джедая. Завдяки цьому Енакін переміг і, за намовою канцлера, вбив ворога. Невдовзі Сідіус дозволив цьому джедаю викрити, що є ситхом. Але оскільки Енакін зустрічав осуд своїх дій від побратимів, його егоїзм взяв гору. Бачачи у видіннях смерть своєї коханої Падме, Енакін погодився стати учнем Сідіуса в надії дізнатися таємницю безсмертя. Мейс Вінду наважився самотужки вбити владику ситхів, але це тільки переконало Скайвокера у свавіллі джедаїв. Він убив Вінду, після чого вже міцно вірив, що джедаї прагнуть узурпувати владу й порушити єдність Республіки. В ході бою Вінду встиг відбити блискавки Сили, якими атакував ситх, у нього самого, що порушило маскування та проявило справжній вигляд Сідіуса як потворного старого. Лиходій нарік Скайвокера Дартом Вейдером.
На той час джедаї були роз'єднані на різних фронтах у Війнах клонів й у столиці лишалися здебільшого діти-юнлінги. Дарт Вейдер за наказом нового вчителя убив дітей, а храм джедаїв спалив. Паралельно Сідіус віддав наказ клонам виконати наказ № 66 — вбити всіх джедаїв. У ході різанини майже всі джедаї загинули й у галактиці майже не лишилося адептів Світлого боку Сили. Наступним завданням Вейдера стало знищення правління Торговельної федерації й відключення дроїдів. Війни клонів було завершено, Палпатін постав для галактики як визволитель. Він звинуватив джедаїв у спробі повалити чинну владу, чим виправдав наказ № 66. Тепер канцлер мусив скласти повноваження, але навпаки, обіцяючи забезпеченням подальшої стабільності, проголосив себе довічним правителем, а Республіку реорганізував у Галактичну імперію.
Одні з останніх джедаїв, Обі-Ван і Йода, спробували вбити Сідіуса, але зазнали невдачі. Йода не зміг пересилити владику ситхів та пішов у добровільне вигнання. Намагаючись знищити Дарта Вейдера, Обі-Ван здолав його й покинув помирати на вулканічній планеті Мустафар. Вейдера врятував Сідіус, та палий джедай отримав численні каліцтва та ще більше зненавидів адептів Світлого боку. Для нього було виготовлено спеціальний скафандр, в якому Дарт Вейдер став виконувати особливого значення завдання та став символом міці держави.

### Правління
Проголосивши себе імператором, Дарт Сідіус установив під виглядом убезпечення держави диктатуру. Формально сенат продовжував існувати, але реально став маріонетками імператора. Галактична імперія в перші роки існування активно вишукувала останніх уцілілих джедаїв і представників сепаратистів. Здійснювалися експедиції до віддалених регіонів галактики задля підкорення все нових планет, особливо в Зовнішнє кільце. Так, за наказом імператора було підкорено планету Антар, що супроводжувалося різаниною як лоялістів, так і сепаратистів. Вцілілі після різанини сформували Альянс повстанців, який надалі боровся за повалення Галактичної імперії. Також посилалися експедиції в пошуках джерел Темного боку Сили й артефактів ситхів. Зрештою більша частина галактики опинилася під владою імперії та її імператора. Сідіус знав, що чутливі до Сили істоти з'являтимуться попри винищення джедаїв, тому створив інквізицію для пошуків таких осіб і знищення або навернення собі на службу. На місці храму джедаїв він збудував власний палац та відновив схований під фундаментом храм ситхів. Найвищою метою імператора було підживлювати Темний бік через страх підданих та ненависть до тих, кого він оголошував ворогами, щоб здобувати все більшу особисту владу.
За правління Сідіуса було вбито чи заарештовано більшість піратів та контрабандистів, окрім тих, які погодилися на взаємовигідні умови. Розпочалася швидка індустріалізація планет, що сприяло економічному зростанню, але різко погіршило стан довкілля й підживлювало корупцію. Типовим стало свавілля губернаторів планет і цілих зоряних систем. Разом із тим проводилися показові антикорупційні заходи, арешти, тому населення імперії здебільшого підтримувало режим Палпатіна, боячись повторення Війн клонів.
Прагнучи правити через залякування, імператор розпочав будівництво бойової станції «Зірка смерті», здатної знищувати цілі планети за непокору. В цей час у різних куточках галактики виникали угрупування повстанців. Їм вдалося викрасти креслення «Зірки смерті» задля диверсії на ній. Деякі сенатори, зокрема Лея Органа, стали підтримувати повстанців під виглядом надання гуманітарної допомоги. Бачачи загрозу своєму правлінню, Сідіус розпустив сенат і цілковито зосередив владу в своїх руках. Вілгуффу Таркіну він надав повноваження застосовувати будь-які засоби для виявлення та вбивства ворогів Галактичної імперії. Проте переслідування повстанців тільки згуртувало їх, що призвело до атаки на «Зірку смерті» біля планети Явін та її знищення. Чутливий до Сили син Дарта Вейдера — Люк Скайвокер — зумів поцілити у єдине вразливе місце станції, чим знищив головну зброю імперії разом з більшістю верховного командування. Лише Дарт Вейдер, який особисто вилетів боротися з повстанцями, опинився досить далеко та вцілів.
Коли Дарт Сідіус дізнався про існування Люка Скайвокера та його потенціал, він запланував зробити його своїм учнем, а Вейдера позбутися. Згідно задуму Палпатіна, Люка слід було заманити в пастку й переконати перейти на Темний бік. Таку саму мету поставив перед собою Дарт Вейдер, бажаючи з допомогою Люка вбити Палпатіна й захопити владу. Тим часом розпочалося будівництво другої «Зірки смерті», позбавленої недоліків попередниці.

### Гадана загибель і спадок
У 4 році після битви при Явіні Палпатін влаштував Альянсу повстанців пастку через підлаштований витік інформації. Вейдер захопив Люка Скайвокера й доставив на борт недобудованої другої «Зірки Смерті». Сідіус намагався переманити його на Темний бік, а потім улаштував смертельний поєдинок між батьком і сином. Люкові вдалося перемогти, та коли Сідіус спробував убити його власноруч, батьківські почуття Вейдера пересилили й він викинув владику ситхів до шахти реактора «Зірки смерті». Після цього повстанці здійснили атаку на станцію, внаслідок якої її було зруйновано. Втім, дух Сідіуса перемістився в заздалегідь підготоване клоноване тіло.
На випадок своєї загибелі Палпатін залишив план зі знищення імперії, що почав втілюватися за кілька тижнів. У ході операції «Попіл» було знищено імперські обсерваторії та численні артефакти ситхів. Адміралом флоту згідно заповіту імператора було призначено Галія Ракса, котрий спустошив низку ключових планет. Як наслідок Галактичну імперію було зруйновано зсередини, що забезпечило її швидку поразку від Нової республіки. Найсильніші залишки флоту евакуювалися в Недосліджені регіони, де заснували Верховний порядок.

### Повернення та остаточна загибель
Попри офіційні заяви Нової Республіки, висловлювалися сумніви, що Дарт Сідіус справді загинув. Так, у 5 році ПБЯ гранд-адмірал Рі Слоан виявила, що флагман флоту Галактичної Імперії «Затемнення» таємниче зник.
Дарт Сідіус у новому тілі був доставлений на планету Екзогол, де існував культ Вічного ситха. Адепти культу підтримували життя в Сідіусі спеціальними пристроями, та стали будувати за його наказом флот. Владика ситхів забезпечив прихованість культу, а для того, аби отримати час для завершення флоту, координував діяльність Верховного порядку. Його метою було ослабити Нову Республіку, після чого вторгнутися на її території та відродити Галактичну Імперію. Відомо, що у Сідіуса був невдалий клон, якого Сідіус визнав своїм сином та дозволив йому існувати. Клон одружився з жінкою і та народила дитину — дівчину Рей, що успадкувала виняткові здібності до користування Силою. Главою Верховного порядку Сідіус потай поставив штучно вирощеного Сноука. Маніпулюючи його учнем Кайло Реном, владика ситхів спрямовував того на шляху укріплення на Темному боці Сили. Він схилив Кайло до вбивства власного батька Хана Соло, а потім і Сноука.
У 35 ПБЯ Сідіус послав повідомлення Верховному Порядку, в якому оголосив, що він живий і скоро повернеться. Кайло, нещодавно ставши лідером Верховного Порядку, захопив голокрон ситхів, за координатами з якого знайшов Екзогол. Там Сідус пообіцяв йому командування флотом, якщо той приведе до нього Рей. Кораблі цього нового флоту мали озброєння, здатне підривати планети, подібно до «Зірки смерті». Першою і єдиною жертвою цієї зброї стала планета Кіджімі. Дізнавшись про повернення Імператора, Рей з повстанцями вдалося знайти аналогічний голокрон в уламках «Зірки смерті». Там відбувся бій між Рей та Кайло, в ході якого Кайло розкаявся та відрікся від Темного боку. Різними шляхами прибувши на Екзогол, Кайло та Рей потрапили в пастку Сідіуса. Владика ситхів почав поглинати з обох життєву силу, повертаючи собі здоров'я та молодість. Ввібравши їхню могутність, Сідіус атакував блискавками Сили цілий флот Нової Республіки, що прибув за сигналом Рей. Однак, привиди Сили всіх існуючих раніше джедаїв підтримали Рей, давши їй змогу відбити блискавки назад в Сідіуса. Під дією блискавок владика ситхів остаточно загинув, як і адепти культу Вічного ситха. Дезорганізований флот, збудований на Екзоголі, став легкою мішенню для різнорідного флоту Нової Республіки.

## Початкові версії
Дарт Сідіус був спочатку задуманий як номінальна фігура, безвольна маріонетка під керівництвом імперської бюрократії і міністрів на зразок Уїллхафа Таркіна. Хоча ця версія Сідіуса з'явилася в оригінальній новелізації фільму, вона була витіснена всіма іншими появами, що згодом розкривають Дарта Сідіуса як натхненника подій саги «Зоряні війни». 

У початковому сценарії «Помсті ситхів» Дарт Сідіус мав намір показати, що він створив Енакіна Скайуокера шляхом генетичних дослідів з мідіхлоріанами, таким чином зробивши самого себе, певною мірою, батьком Енакіна. У сцені, згодом вирізаної, Палпатін завершує свою спокусу Енакіна. Той спочатку відмовляється перейти на Темну сторону, але Канцлер робить разюче визнання:
Дарт Сідіус: Всі ці роки я чекав, коли ти виконаєш своє призначення... Я влаштував твоє зачаття. Я використав могутність Сили, щоб змусити мідіхлоріан почати поділ клітин, які створили тебе».
Енакін Скайуокер: "Я тобі не вірю".
Дарт Сідіус: «Ах, але ж ти знаєш, що це правда. Коли ти очистиш свій розум, ти відчуєш істину. Ти майже можеш думати про мене як свого батька».
Енакін: Це неможливо!

Дарт Сідіус: «Тим не менше, ти маєш наважитися».
Хоча Джордж Лукас зрештою і вирізав цю сцену з фільму, у фільмі все ж таки залишилися деякі натяки на те, що за створення Енакіна були відповідальні Дарт Сідіус та/або Дарт Плегас.

## Актор
«В одній сцені нового фільму є момент, коли на його очах майже з’являються сльози. Це крокодилячі сльози, але для всіх, хто бере участь у фільмі та, можливо, дивиться сам фільм, вони побачать, що він, очевидно, зворушений — і звісно, він є. Він може просто це зробити. Він може, так би мовити, ввімкнути це. І я припускаю, що для нього це також трохи збуджує — чисте використання влади — це те, про що він мріє. Це єдине, що його цікавить і єдине, що може його задовольнити, — що робить його абсолютно захоплюючим у грі, тому що це зла душа. Він зліший за диявола. Принаймні Сатана впав — у нього є історія, і це один із помсти. Але Імператор — ну, я не знаю всіх подробиць, але хто знає ситхів? — це незалежний агент, який просто живе для здійснення влади. Він не знає, що таке скрупули, нехай Єдина емоція, яка проявляється по-справжньому, це та, яку він бачить безпосередньо перед тим, як він зустріне свою смерть, якщо це те, що він зустріне, у Джедая — і тоді це чистий гнів, коли він розуміє, що йому не вдалося маніпулювати молодим Скайвокером. Тому йому доводиться вбити його, і він намагається зробити це з непідробною люттю».
― Єн Макдермід про свого персонажа

Імператор вперше з'явився в продовженні 1980 року «Зоряні війни: Епізод V. Імперія завдає удару у відповідь», якого зіграла досвідчена актриса Марджорі Ітон. У «Поверненні джедая» та в усіх наступних фільмах імператора зіграв Єн МакДермід. Під час видання 6 фільмів на Blueray у 2011 році, сцену з п'ятого епізоду було перезнято з МакДермідом.

## Розробка образу

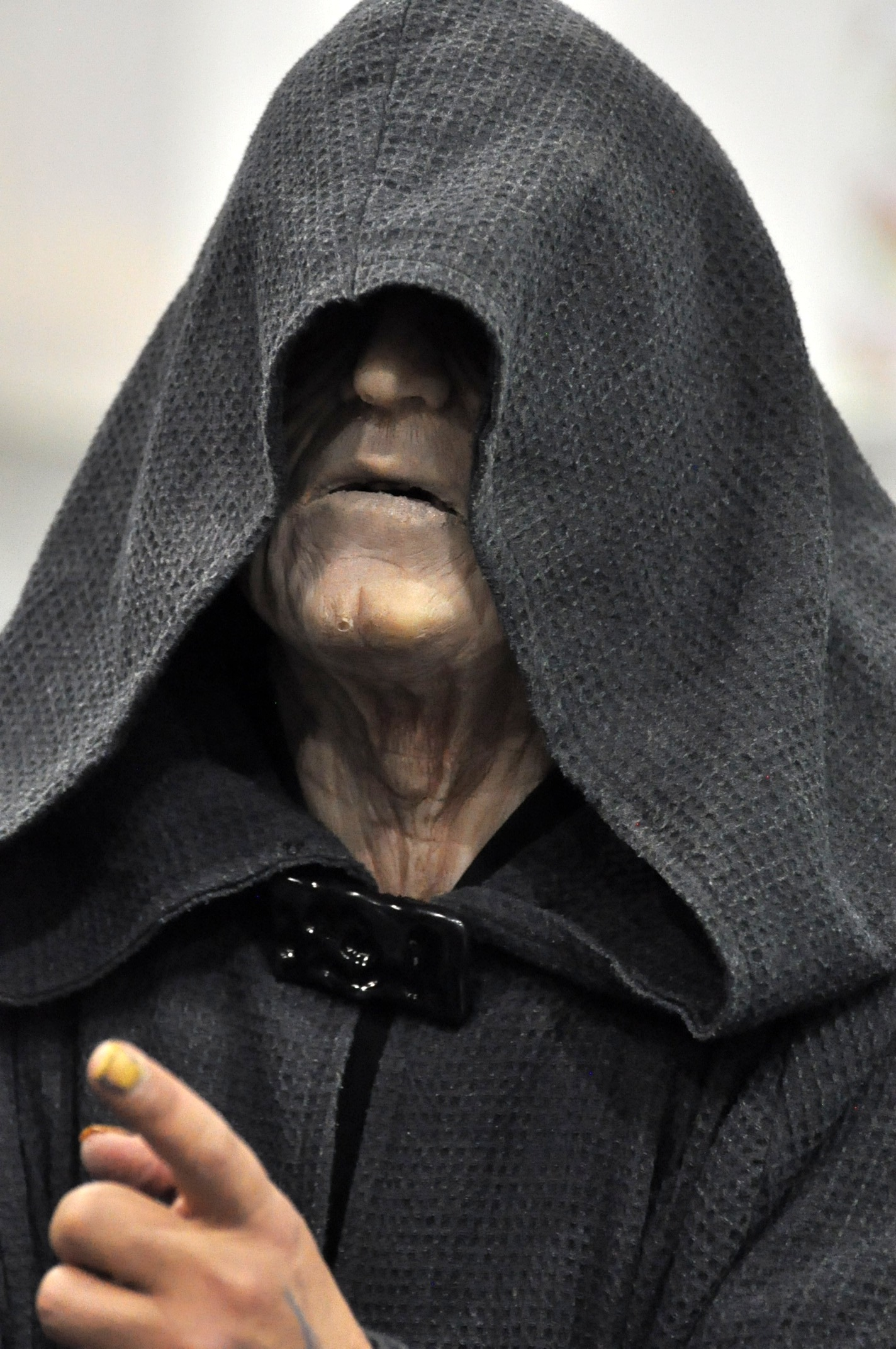
Косплей Дарта Сідіуса

Джордж Лукас спершу не планував появи Дарта Сідіуса в «Зоряних війнах». У «Новій надії» Сідіуса тільки згадують як Імператора, і що він розпустив Сенат. У новелізації фільму, написаній Аланом Діном Фостером (хоча автором вказано Джорджа Лукаса) вказується, що Палпатін був амбітним сенатором у дні руйнування Республіки, який використав зростаючу корупцію в Сенаті, щоб здобути собі посаду Президента Республіки, а згодом проголосив себе Імператором. Це нагадує походження Імператора, описане в трилогії приквелів «Зоряних воєн». Однак у пролозі роману далі розкривається, що, ставши Імператором, Палпатін став пішаком політиків на кшталт Таркіна та імперських офіцерів, які приховували справжній скрутний стан галактики.
У першій чернетці сценарію «Зоряних воєн» імператор носив ім'я Кос Дашит і не був лордом ситхів. Але рішення зробити Палпатіна абсолютним правителем Імперії та ситхом дозволило створити набагато переконливішого лиходія та провести чіткий поділ персонажів на добро і зло. Джордж Лукас вивчав для цього реальні переходи від демократії до диктатури, такі, як випадок, коли римський сенат незадовго після вбивства Цезаря передав уряд його племіннику, чи коли Франція, позбувшись короля, віддала владу Наполеону. Схожий шлях до влади мали Адольф Гітлер, Фердинанд Маркос і Альберто Фухімори. Усі перелічені використовували методи, аналогічні методам Імператора, перетворюючи демократичні держави на одноосібні диктатури. Подібність до Адольфа Гітлера примітна ще й тим, що він, як і Палпатін, раніше обіймав посаду канцлера і використав у цей період надзвичайні повноваження, щоб зміцнити свою владу над Веймарською республікою, що слабшає.
Ще одним політичним діячем, який вплинув на створення образу Імператора, був Річард Ніксон, правління якого, відоме як «імперське президентство», було відзначено конституційною кризою — Вотергейтським скандалом, після якого Ніксон, на відміну від Палпатіна, був змушений піти у відставку. Відомо також, що Лукас спочатку задумував "Зоряні війни" як відгук на війну у В'єтнамі, маючи на увазі, що Імперія була тим, чим могла б стати Америка, якби вона за десять років до 1973 цю війну виграла.
Протилежністю Дарта Сідіуса був магістр Йода. Обидва вміло користувалися Силою та використовували схожі стратегії (наприклад, Сідіус маскував свою присутність серед артефактів Темного боку Сили, а Йода ховався на планеті Дагоба, що була зосередженням Світлого боку). Також Сідіус був відступником серед ситхів, оскільки не дотримувався правила двох і це призвело до його загибелі; але і політика Йоди значною мірою посприяла загибелі джедаїв через зацикленість на філософії Сили.
У розширеному всесвіті «Зоряних воєн» («Легендах „Зоряних воєн“», визнаних неканонічними), Дарт Сідіус зневажав світлові мечі, вважаючи, що зброєю ситхів повинна бути сама Сила. В канонічному коміксі «Зоряні війни: Доктор Афра» № 25 показано, що Дарт Сідіус добре розумів символічне значення світлових мечів і тому добре володів ними, але водночас розглядав захоплення джедаїв ними як слабкість і навчав ситхів протидіяти цій зброї особливим металом кортозисом, який розсіював тепло.
Щодо повернення Дарта Сідіуса в трилогії Абрамса, Лукас пояснював: відновлення балансу Сили, яке здійснив Енакін, не слід розуміти як миттєву та остаточну подію. Суть добра полягає в тому, щоб бути активним і долати зло покоління за поколінням. Тому повернення Дарта Сідіуса не применшує ролі Обраного.

## Дарт Сідіус у масовій культурі
За версією «IGN», Дартові Сідіусу присуджено № 11 в переліку 100 найбільших вигаданих лиходіїв. На відміну від своїх учнів-джедаїв, графа Дуку та Енакіна Скайвокера, у нього немає доброго боку. У всесвіті «Зоряних воєн» Дарт Сідіус амбітний маніпулятор і втіленням чистого зла.
Дарт Сідіус неодноразово порівнювався з реальними політиками. Так, у подобі Сідіуса на карикатурі «The Week» 2018 року зображено Дональда Трампа. Газета «The Washington Post» у 2016 писала, що Сідіус прийшов до влади на тлі народних очікувань сильного політика, який приніс би порядок і велич після скрутних часів. Таки прийшли до влади реальні Цезар і Наполеон, а в сучасності — Трамп і Путін.
Під час протестів у Білорусі 2020 році деякі протестувальники співвідносили Путіна з Палпатіном, а Лукашенка ― з Дартом Вейдером. На тих же протестах можна було помітити молоду жінку, вбрану як джедай, з плакатом: «Імператор palPutin не допоможе».